# Carpathonesticus zaitzevi
Espèce
Synonymes
- Nesticus zaitzevi Charitonov, 1939

Carpathonesticus zaitzevi est une espèce d'araignées aranéomorphes de la famille des Nesticidae.

## Distribution
Cette espèce est endémique d'Abkhazie en Géorgie,.

## Publication originale
- Charitonov, 1939 : On the cave spiders of Abkhasia. in Materialy k faune Abkhazii. Académie des Sciences de l'URSS, Filiale Géorgienne - Section de Zoologie, p. 197-210.